# Ichhawar
Ichhawar là một thị xã và là một nagar panchayat của quận Sehore thuộc bang Madhya Pradesh, Ấn Độ.

## Địa lý
Ichhawar có vị trí 23°01′B 77°01′Đ / 23,02°B 77,02°Đ Nó có độ cao trung bình là 492 mét (1614 feet).

## Nhân khẩu
Theo điều tra dân số năm 2001 của Ấn Độ, Ichhawar có dân số 12.688 người. Phái nam chiếm 52% tổng số dân và phái nữ chiếm 48%. Ichhawar có tỷ lệ 58% biết đọc biết viết, thấp hơn tỷ lệ trung bình toàn quốc là 59,5%: tỷ lệ cho phái nam là 68%, và tỷ lệ cho phái nữ là 48%. Tại Ichhawar, 16% dân số nhỏ hơn 6 tuổi.